# Mouvement Bulgarie pour les citoyens
 (juin 2018).
Si vous disposez d'ouvrages ou d'articles de référence ou si vous connaissez des sites web de qualité traitant du thème abordé ici, merci de compléter l'article en donnant les références utiles à sa vérifiabilité et en les liant à la section « Notes et références ».
Le Mouvement Bulgarie pour les citoyens  (en bulgare : Движение „България на гражданите“, Dvizhenie „Bulgariya na grazhdanite“) est un parti politique bulgare fondé par Meglena Kouneva le 1er juillet 2012. En 2014, il fait partie de la coalition Bloc réformateur avec Kouneva comme tête de liste.